# Cincinnati Open 1979
Il Cincinnati Open 1979 è stato un torneo di tennis giocato sul cemento. È stata la 78ª edizione del Cincinnati Open, che fa parte del Colgate-Palmolive Grand Prix 1979. Il torneo si è giocato a Cincinnati in Ohio negli USA, dal 20 al 26 agosto 1979.

## Campioni

### Singolare
Peter Fleming ha battuto in finale  Roscoe Tanner con il punteggio di 6–4, 6–2

### Doppio
Brian Gottfried /  Ilie Năstase hanno battuto in finale  Bob Lutz /  Stan Smith con il punteggio di 1–6, 6–3, 7–6